# Centre de recherche bretonne et celtique
Pour les articles homonymes, voir CRBC.

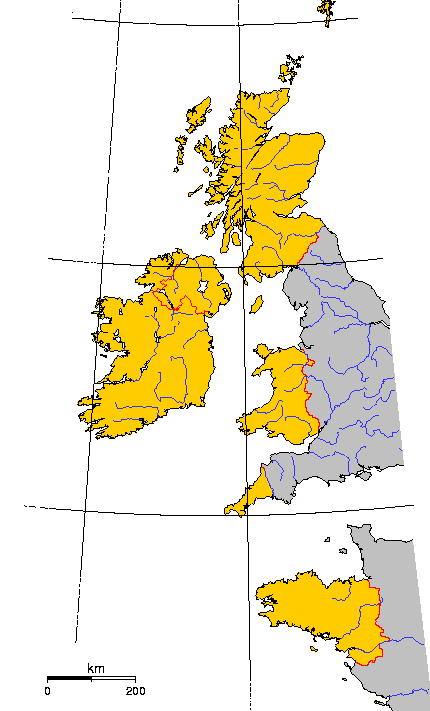
Carte des pays celtes.

Le Centre de recherche bretonne et celtique (CRBC), laboratoire interdisciplinaire, a été créé en 1969 à la Faculté des lettres et sciences sociales de l'université de Bretagne-Occidentale à Brest.
Le centre est :
- Un laboratoire de recherche composé de chercheurs, de doctorants et du personnel des universités de Brest et de Rennes.
- Une bibliothèque spécialisée située à la Faculté des Lettres Victor Ségalen de Brest et associée au CNRS.
- Un éditeur scientifique.

## Présentation du site du CRBC
Hébergé depuis 1996 dans les locaux de la faculté de lettres et de sciences sociales Victor Ségalen de l’UBO à Brest, aux 3e et 4e étages.
La bibliothèque Yves Le Gallo est l’une des plus grandes bibliothèques de recherche thématiques de Bretagne. La salle de lecture côtoie des salles spécialisées : archives, archives sonores, collections, périodiques, catalogage, cartothèque, laboratoire d’archéologie, salles de réunion, bureaux et secrétariat.

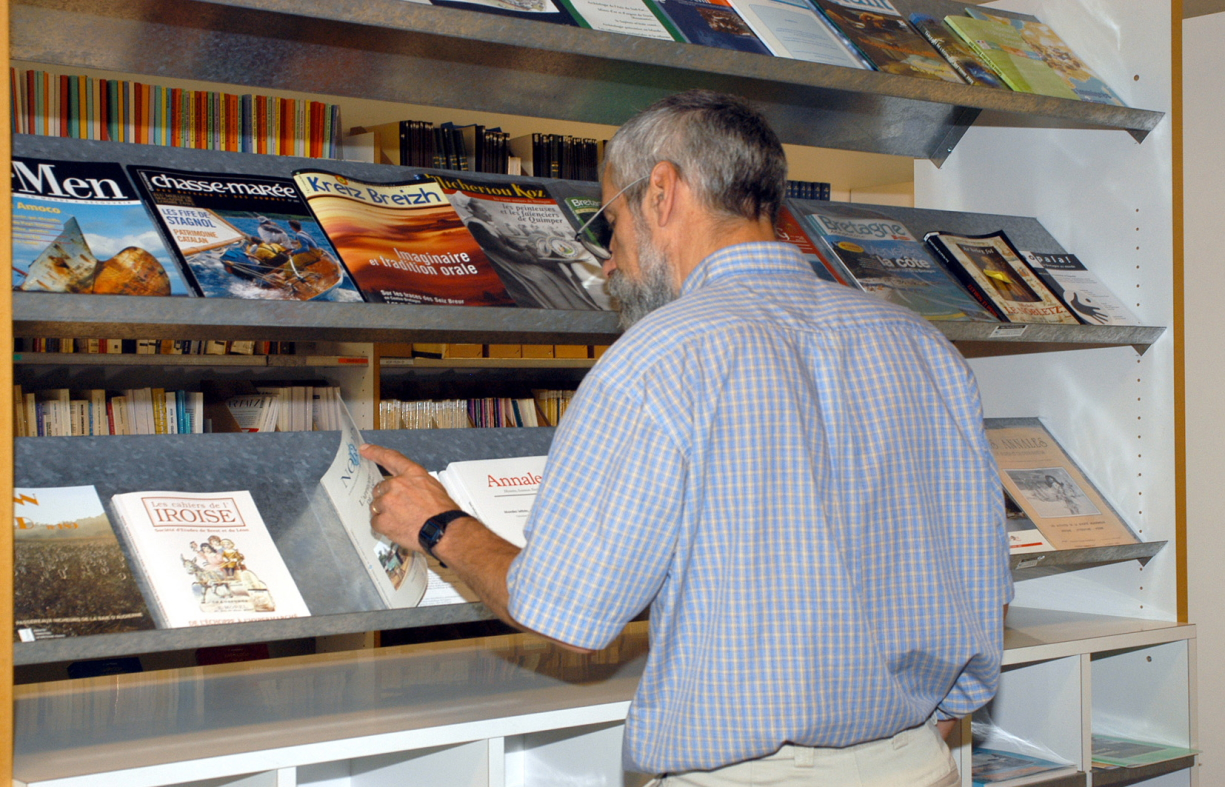
Présentoir des revues
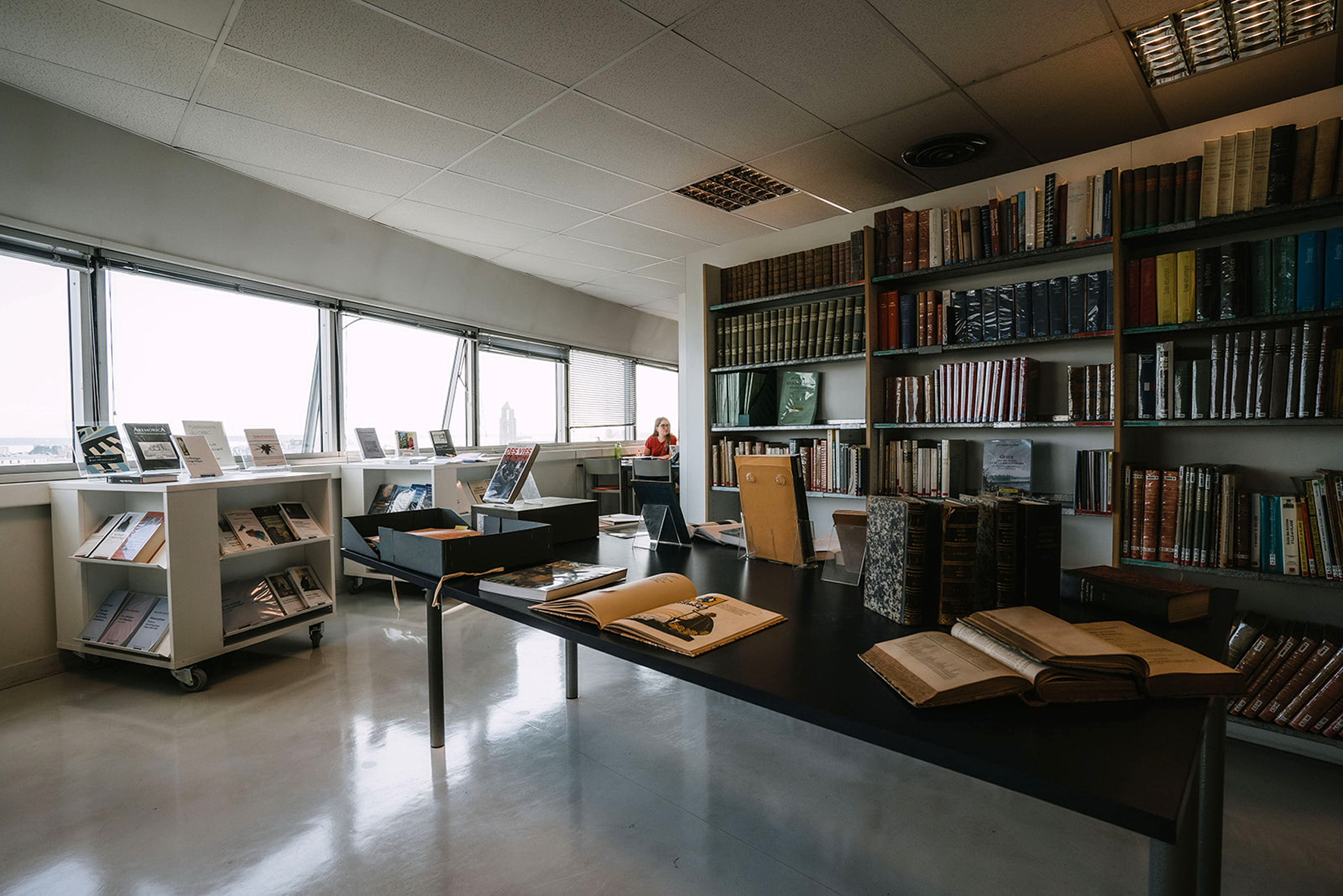
Exposition de livres anciens lors des 50 ans.
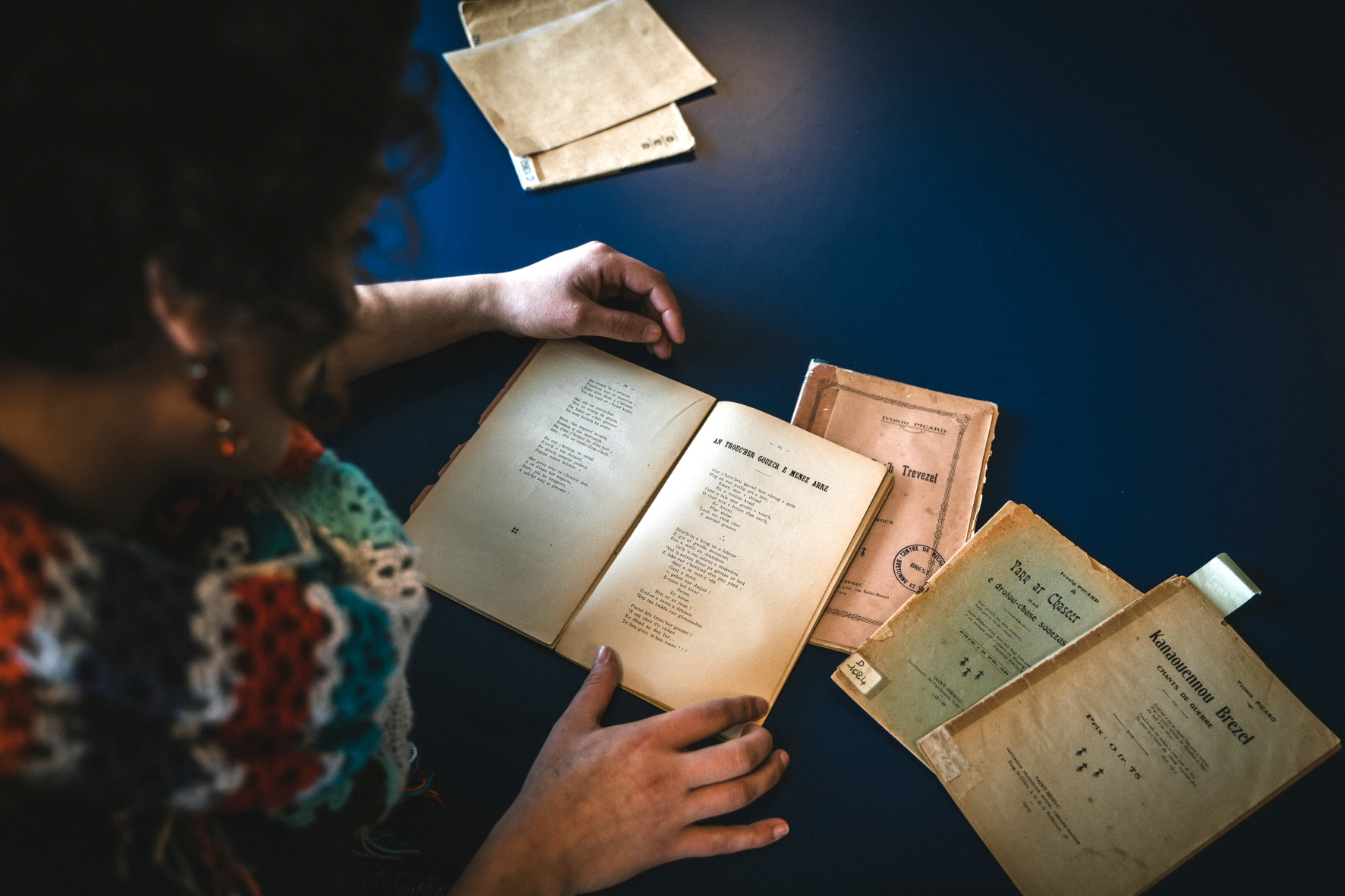
Étude de chants anciens.
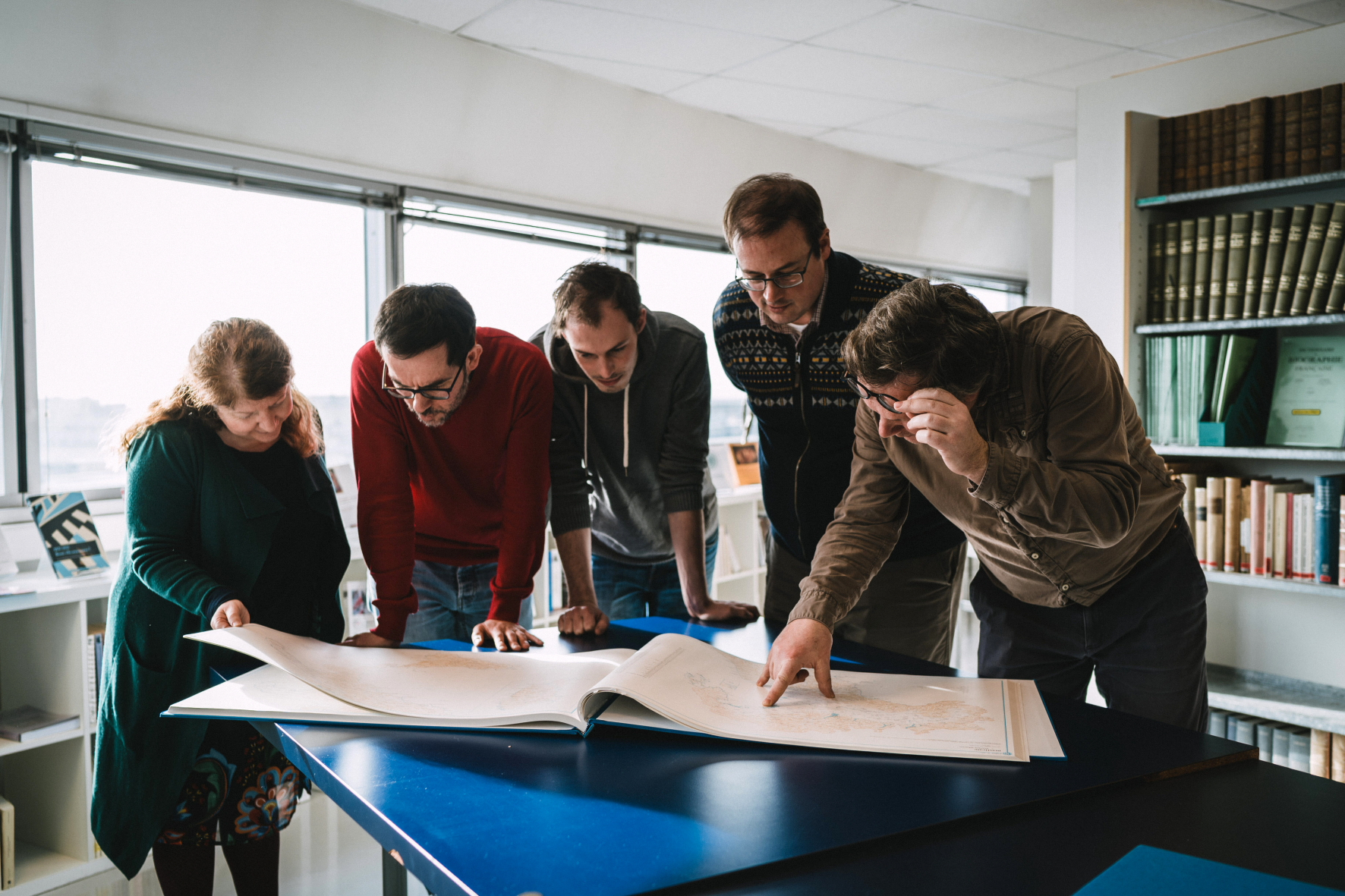
Étude d'un atlas linguistique.
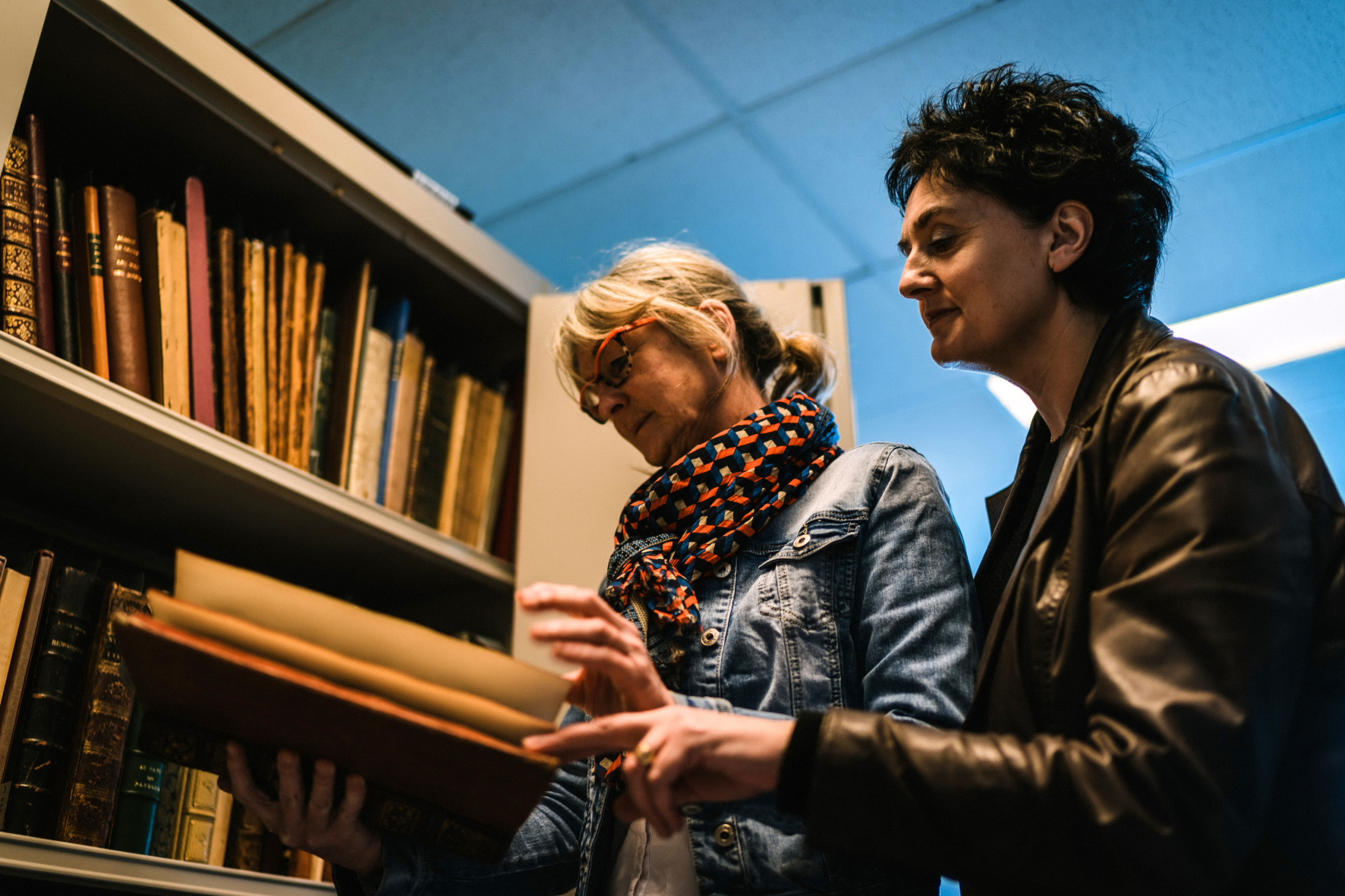
Présentation par les bibliothécaires.

## Missions
Aujourd’hui, comme à ses origines, le CRBC présente la particularité d’associer une équipe de recherche et une équipe de gestion d’un fonds documentaire, dont les activités demeurent étroitement liées. Il est chargé, sous le code EA 4451 de coordonner les études celtiques en France. Cela concerne :
- la Bretagne ;
- les autres régions où sont parlées des langues celtiques (Cornouailles, Écosse, île de Man, Irlande, Pays de Galles) ;
- les pays où ont été identifiés des peuplements celtiques anciens (Gaule, essentiellement).

Le 1er janvier 2008, l'équipe de chercheurs « Bretagne et pays celtiques » (université de Rennes-2) a rejoint le CRBC brestois, afin de constituer une nouvelle unité de recherche, le Centre de recherche bretonne et celtique multisite (Brest et Rennes).

## Les fonds documentaires

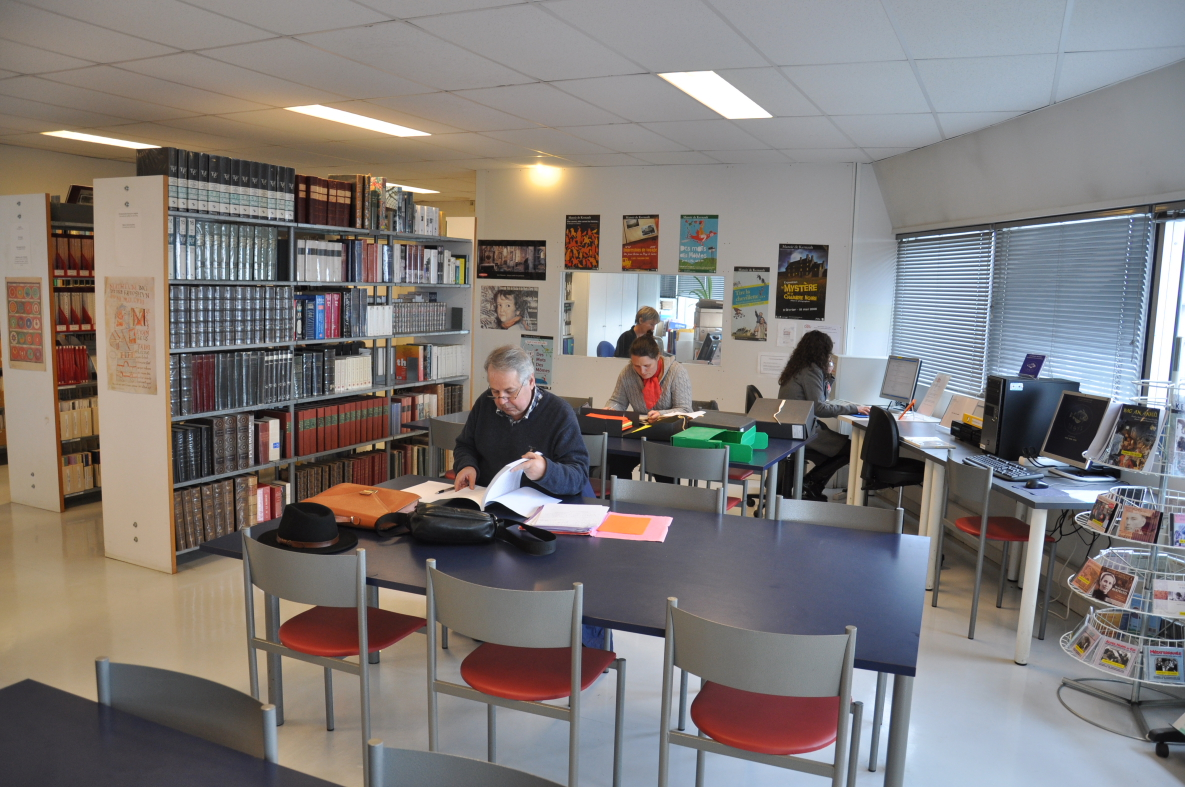
Une salle de lecture accessible à tout public

Cherchant à en faire « sur le plan national, le centre de recherche concernant la Basse-Bretagne et, sur le plan international, l'un des centres de recherche concernant la Bretagne et les pays celtes » , le professeur d'université, Yves Le Gallo, constitue un fonds documentaire de référence dans le domaine « Histoire et civilisation de la Bretagne et des pays celtiques ».
Ces fonds sont accessibles au public à la « Bibliothèque Yves Le Gallo » située à la Faculté Victor-Segalen de l'université de Bretagne occidentale. La mise à disposition de toute cette documentation est possible grâce au travail d'une équipe dépendant pour partie du ministère de l'Éducation nationale et pour partie du Centre national de la recherche scientifique.
La bibliothèque regroupe 56 000 ouvrages dont 15 000 titres antérieurs à 1960 et 5 000 titres en breton.
- des périodiques : 2 000 titres spécialisés dans la matière bretonne et celtique

- 200 titres anciens de la presse locale et régionale (XIXe siècle et début du XXe siècle avant 1914)

- un fonds vivant de 400 abonnements en cours dont 137 titres nationaux et étrangers (Irlande, Pays de Galles et Écosse).

### Les archives écrites

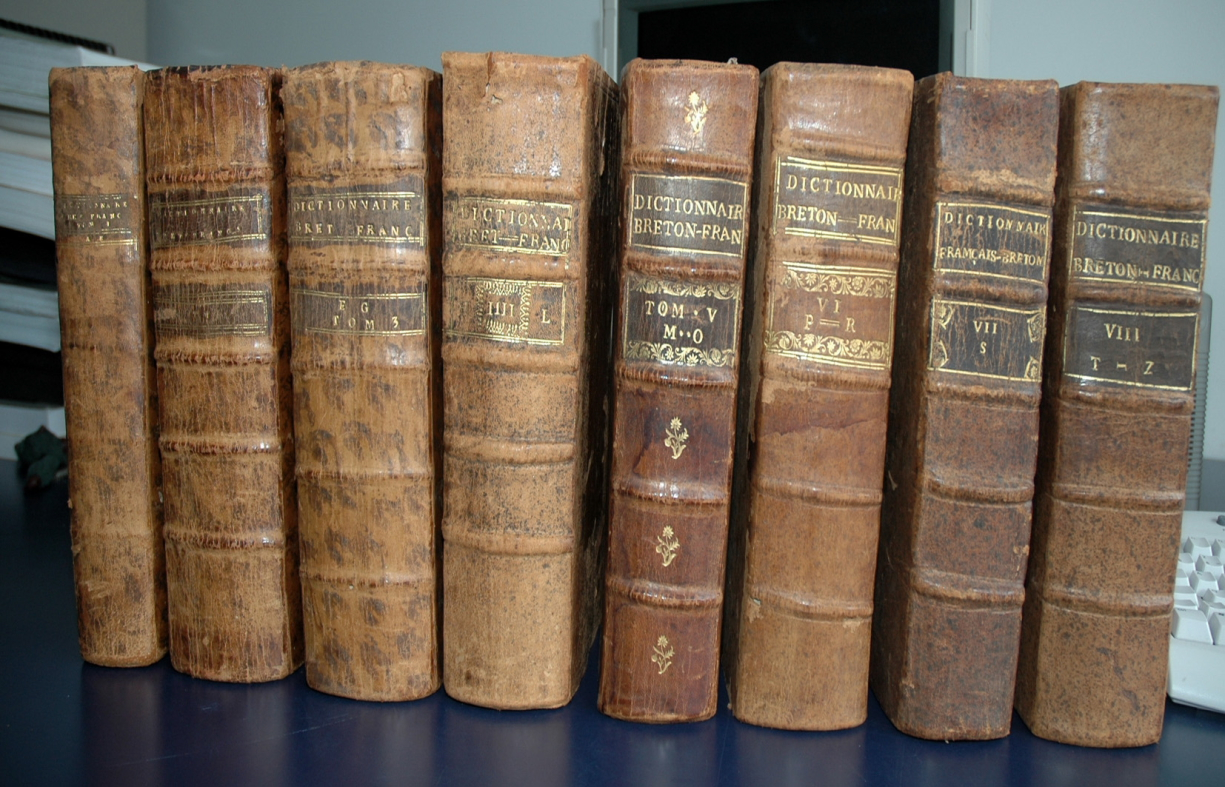
Volumes de Coatanlem

Ces documents sont classés, inventoriés, parfois microfilmés ou maintenant numérisés ; certains d’entre eux ont déjà fait l’objet de travaux publiés ou en cours de publication.

### Les archives sonores
16 000 enregistrements (20 m linéaires de documents) concernent la langue, la littérature orale et la civilisation populaire bretonnes : résultats d’enquêtes de terrain, collectages, archives radiophoniques, interviews ou encore fonds musicaux d’artistes.
- Archives sonores des enquêtes ethnologiques de Donatien Laurent[6]
- Archives sonores[7] des enquêtes linguistiques de Jean Le Dû

### Bases de données documentaires
- Ichtyonymie bretonne[8] : Atlas linguistique de la faune marine de Bretagne
- Trajectoire des auteurs bretons[9] : base de données prosopographiques sur les auteurs de langue bretonne des origines de cette littérature au XXIe siècle. Elle permettra d'établir les différents réseaux et de mieux comprendre le fonctionnement du champ littéraire breton (travail en cours).
- Barzaz Bro Leon : base de données mettant en ligne les résultats de la collecte initiée par Jean-Marie-Perrot en 1906 dans le Nord-Finistère (travail en cours)
- La base de données des Archives de la Mission de folklore musical en Basse-Bretagne[10] de 1939 développé par Marie-Barbara Le Gonidec comprend certaines des archives François Falc'hun du CRBC.

### Les documents iconographiques
- Plus de 1 000 affiches,
- Près de 3 000 cartes géographiques[11] (dont une collection de cartes anciennes antérieures à 1790)

- 2 000 cartes postales[12]

- Photographies, négatifs et plaques de verre (plusieurs milliers)

- Des photos aériennes du Finistère, Morbihan et Côtes-d’Armor, datant de 1948

### La «littérature grise»
Une autre collections rassemblent les travaux réalisés dans le cadre des maîtrises, DEA, masters et doctorats (mémoires réalisés sous la direction d’enseignants-chercheurs du CRBC, mais aussi dans d’autres départements de l’UBO) :
1 620 mémoires de maîtrise et master 1, 400 mémoires de DEA et master et environ 400 thèses de doctorat. Parmi celles-ci, on trouve un grand nombre de thèses anglo-saxonnes sur la matière celtique.

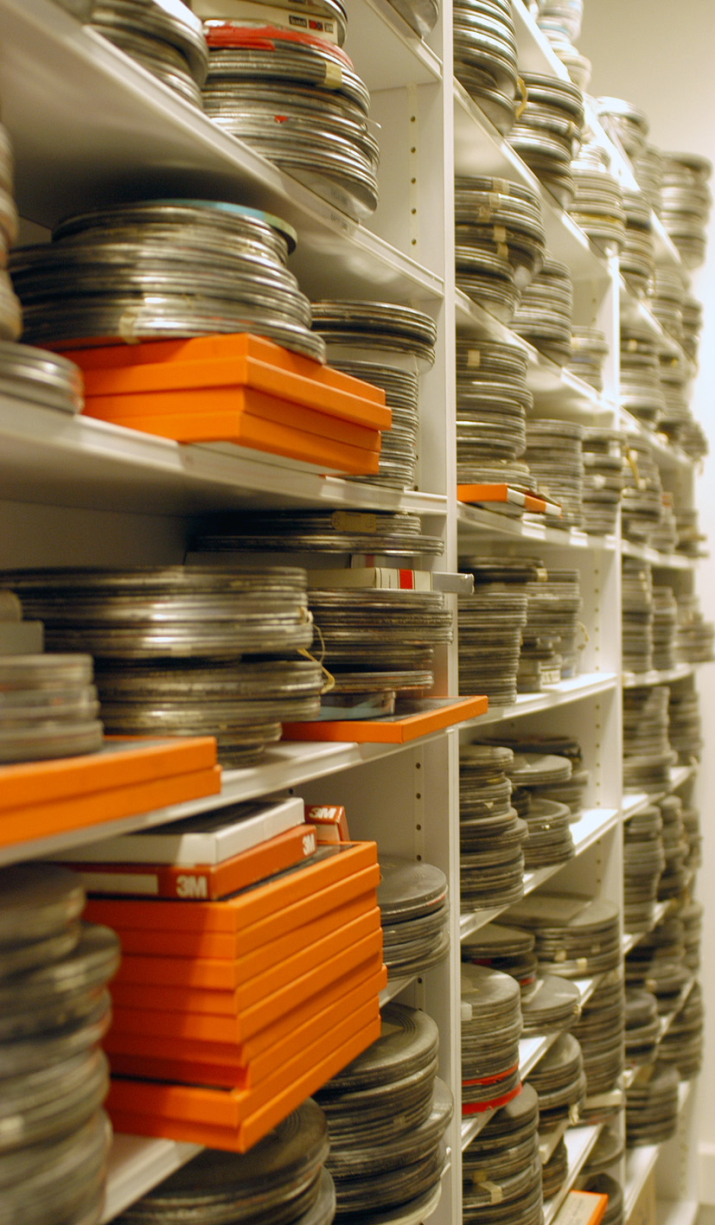
Les archives sonores
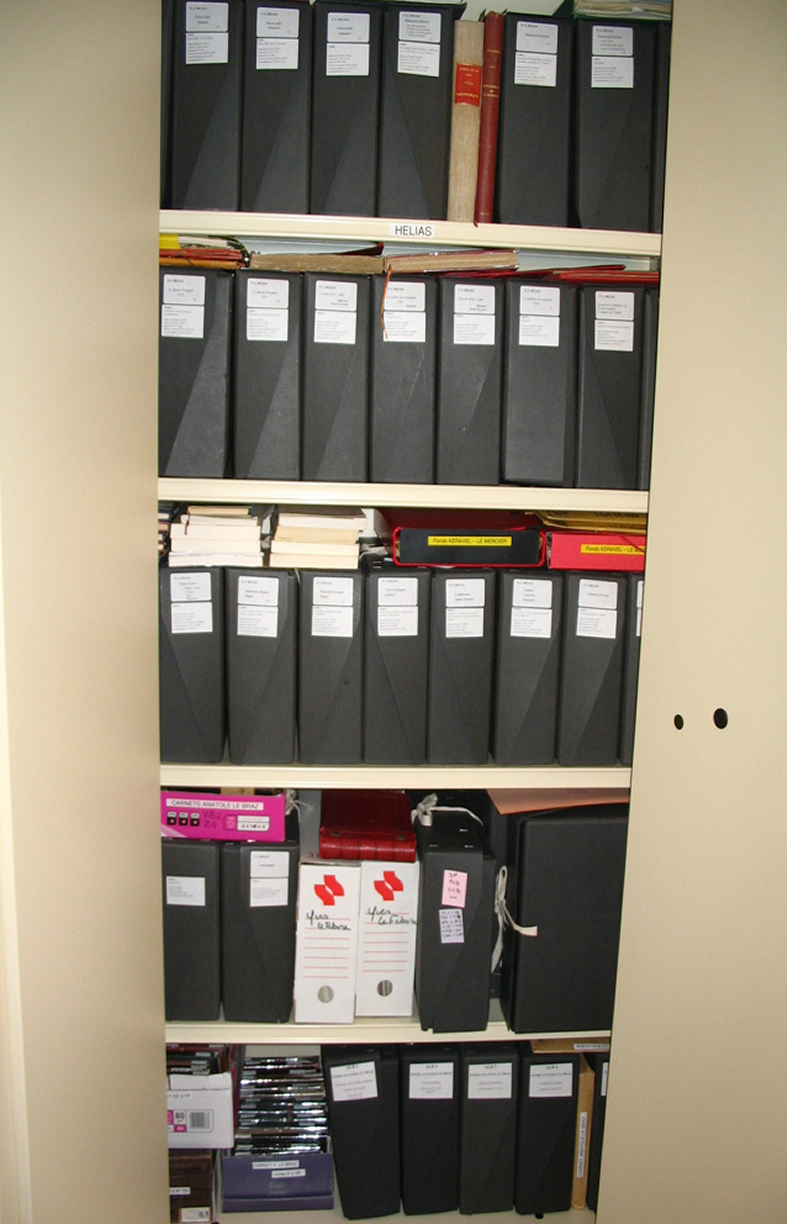
Le fonds Per Jakez Hélias
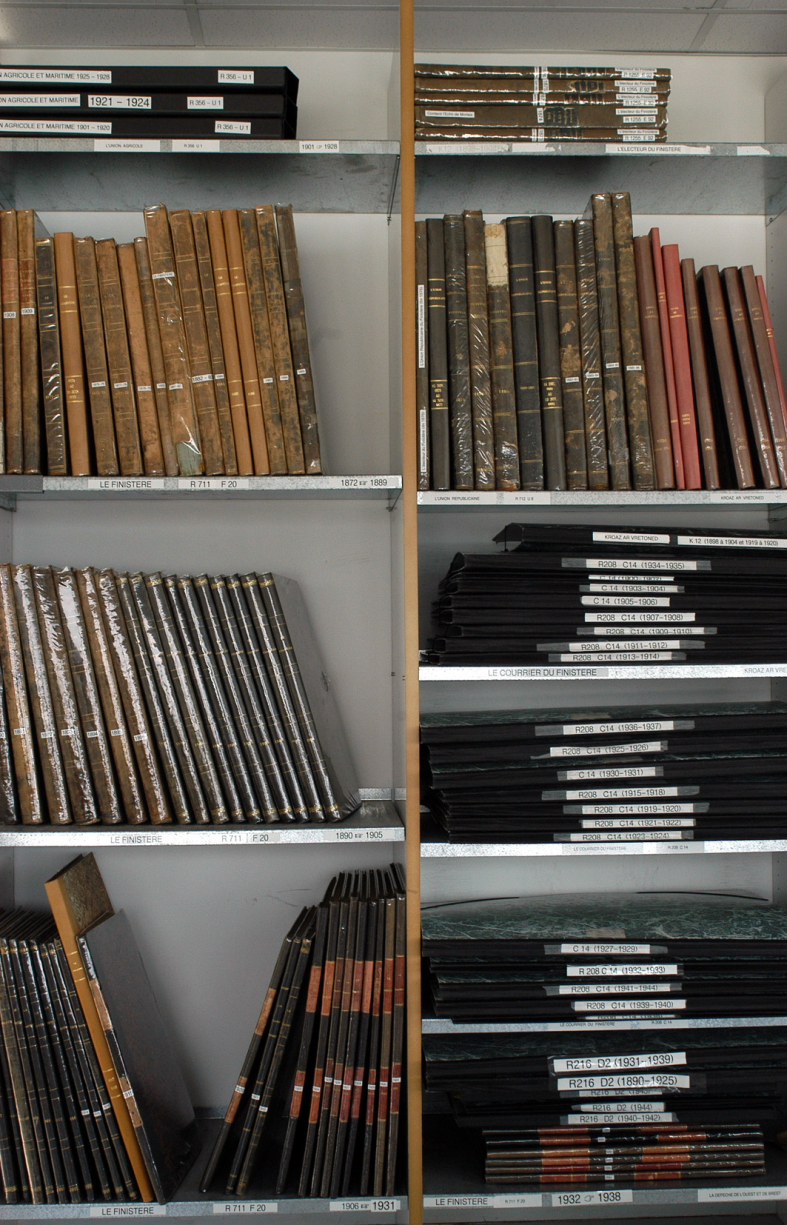
Collection de journaux anciens
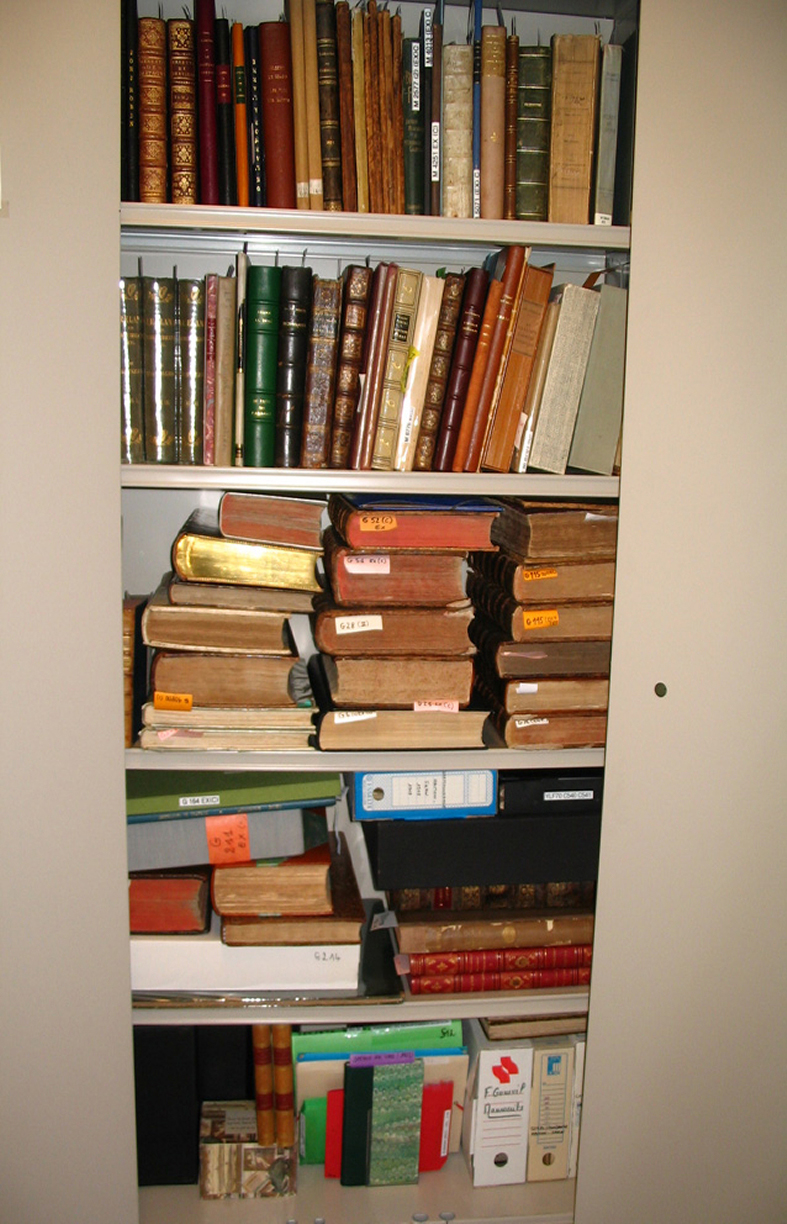
Archives écrites
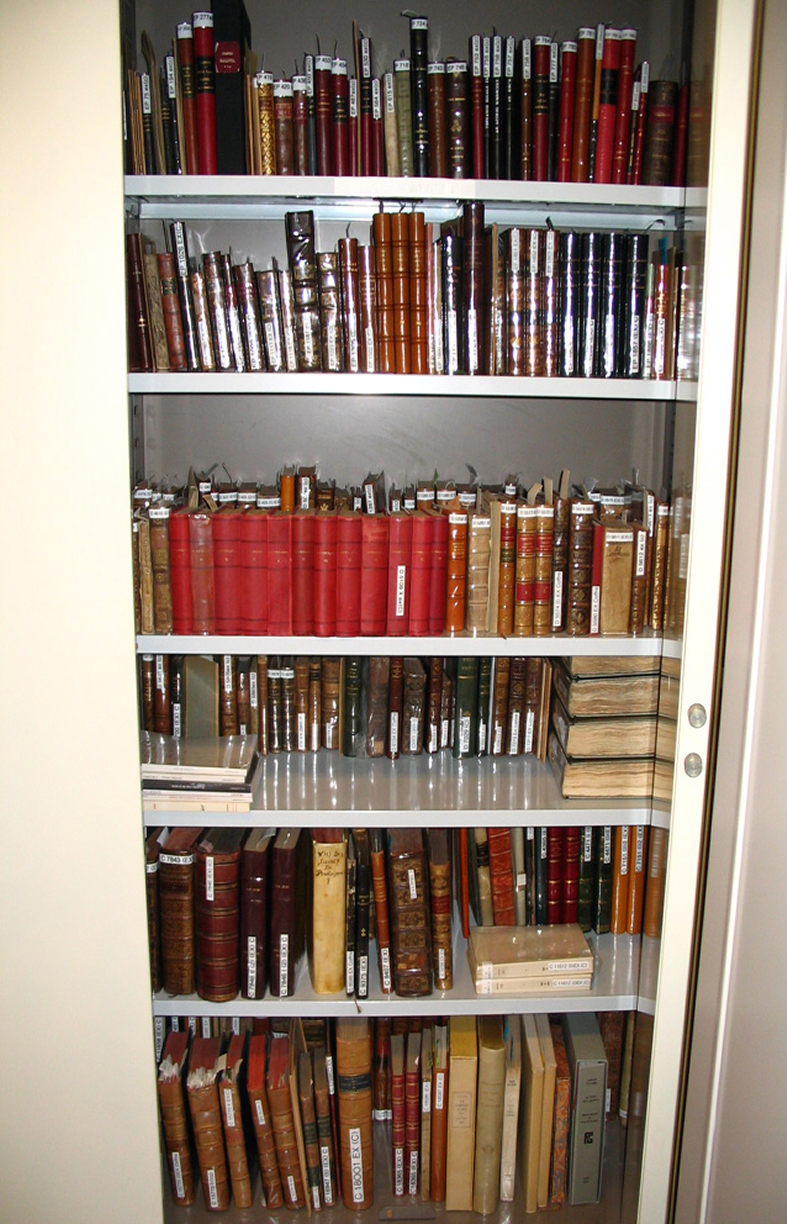
Archives écrites

## Liste des principaux fonds d'archives déposés à la Bibliothèque Yves Le Gallo
- Bibliothèque de Daniel Bernard en 1968.
- Fonds Yves Berthou.
- Fonds Bernard Besret en 2000.
- Archives de Charles Cotonnec.
- Fonds Yves et Raymond Delaporte en 1994, archives en 1997.
- Archives de Diwan déposées par Andrew Lincoln en 2003.
- Bibliothèque et archives de Francis Even en 1969.
- Ouvrages et archives de  François Falc'hun en 1992.
- Ouvrages et archives d' Yves Le Febvre  en 1989, manuscrits et correspondances en 1999.
- Fonds  Robert Gessain en 2000.
- Ouvrages de la bibliothèque d'André Guilcher en 1994.
- FondsMarcel Guieysse contient des ouvrages et des documents d’archives de ce militant breton, disparu en 1997.
- Fonds Augustin Hamon en 1985
- Fonds Pierre-Jakez Hélias en 1996.
- Fonds Théodore Hersart de la Villemarqué (1815-1895) Les archives de l’auteur du Barzaz Breiz (1839) ont été inventoriées et reprographiées et leur inventaire numérisé ainsi que certains carnets de collecte manuscrits. Ce fonds comprend également 3000 pièces de la bibliothèque de travail de Théodore Hersart de la Villemarqué. Numérisation des archives de Théodore Hersart de La Villemarqué en 2017. L’année suivante, en partenariat avec les Archives Départementales du Finistère, début de la mise en ligne d’une sélection de documents de ce fonds[13].
- Fonds Loeiz Herrieu, fonds ayant servi de support à une thèse de Daniel Carré : Loeiz Herrieu, un paysan breton dans la grande guerre, université Rennes 2, 1999[14].
- Fonds  Paol Keineg en 2000.

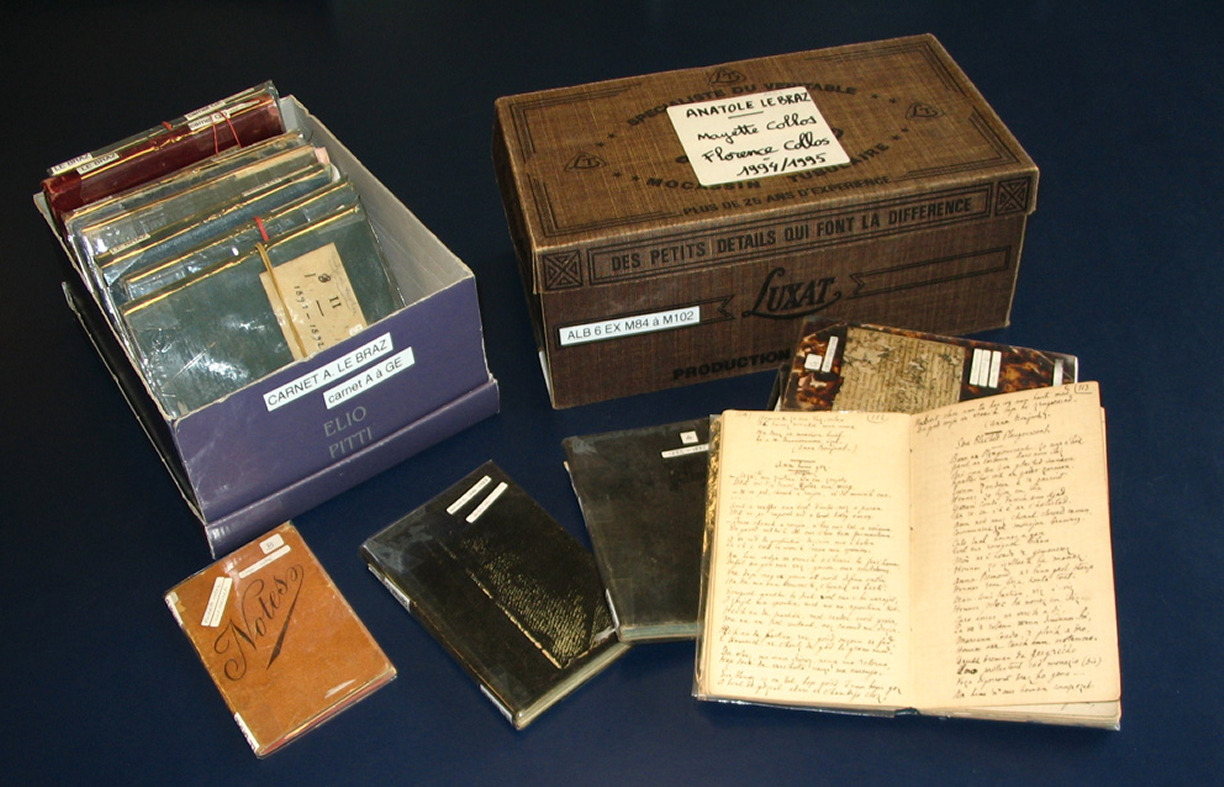
Carnets d'Anatole Le Braz

- Fonds Armand Keravel en 1993 et en 2000.
- Fonds  Pierre Laurent en 2000.
- Fonds et bibliothèque Donatien Laurent en 2017.
- Fonds Anatole Le Braz en 1995.
- Fonds  Yves Le Gallo en 2008.
- Bibliothèque et archives de  Gwenc'hlan Le Scouëzec en 2008.
- Fonds  Tanguy Malmanche en 2002
- Fonds  Yves Miossec en 2005.
- Archives  Bernard de Parades en 2009.
- Fonds  Christian Pelras en 2001.
- Fonds Paul Quentel en 1990

## Activités

### Colloques et conférences
Le CRBC organise régulièrement des colloques et des conférences universitaires internationaux:
2008 Colloque « Grandes enquêtes pluridisciplinaires des années 1960-70. Bilans et perspectives »
2015 Première édition de la Summer school « Le patrimoine culturel et linguistique de Bretagne » au Pôle Pierre-Jakez Hélias à Quimper
2018 Collaboration du CRBC aux Trésors des bibliothèques de l’enseignement supérieur et de la recherche au Salon du livre de Paris

### Activité éditoriales
- Histoires des Bretagnes
- La Bretagne linguistique no 14

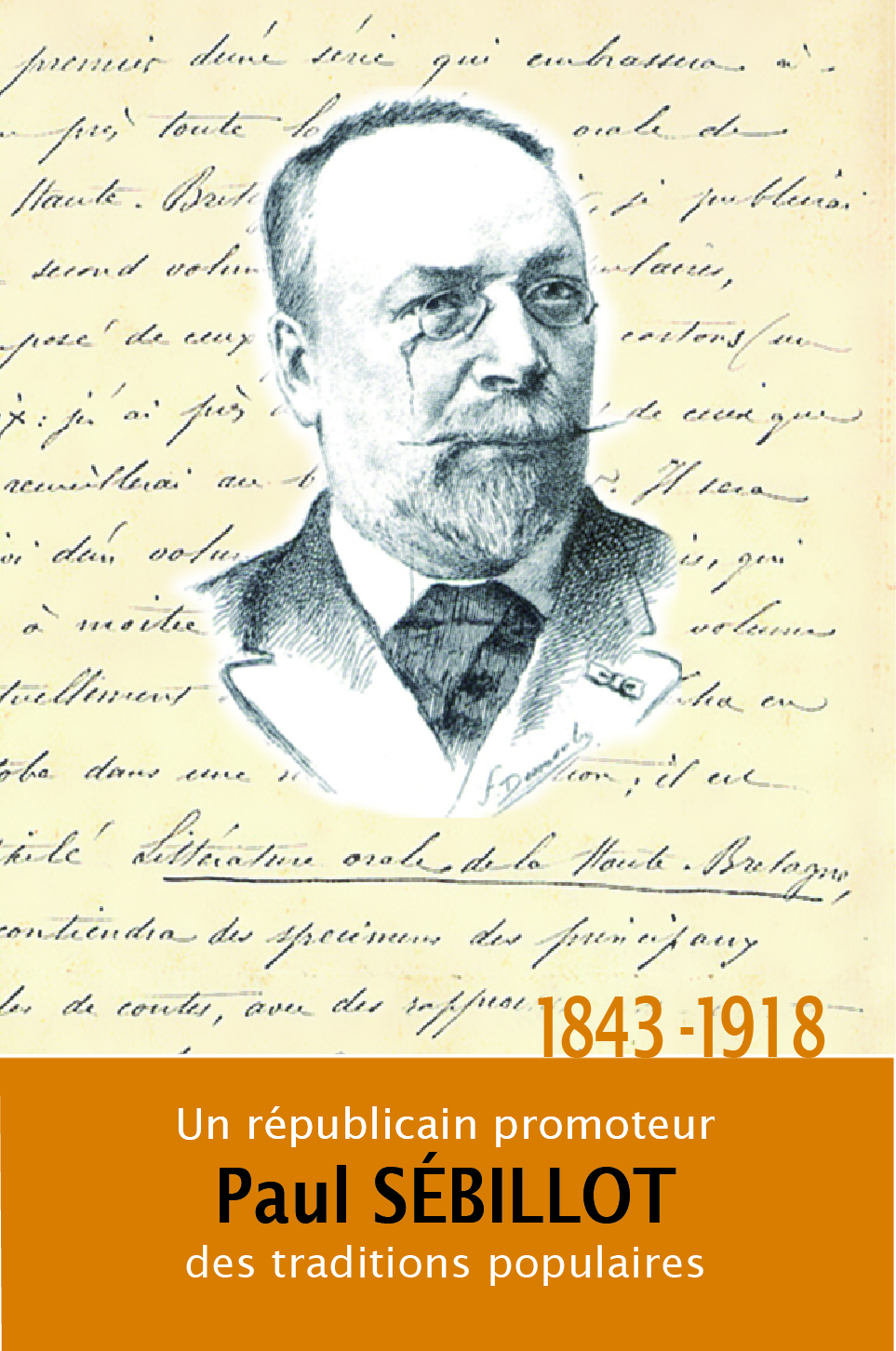
Paul Sebillot
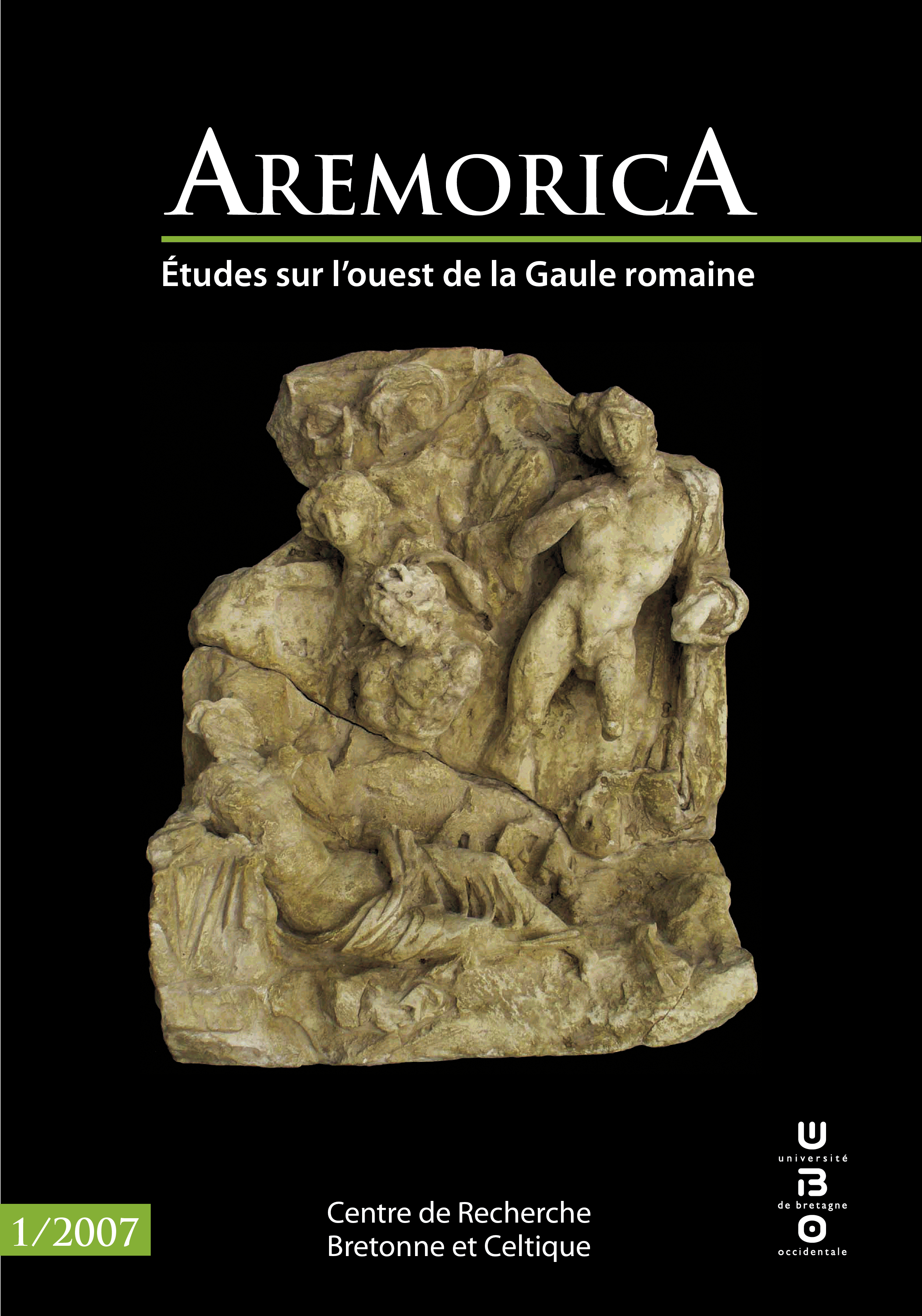
AREMORICA no 7

Le Centre de recherche bretonne et celtique est l'éditeur intellectuel de nombreux ouvrages issus de l'activité de ses chercheurs (thèses ou recherches particulières) et des actes de ses colloques.
- 2010 Parution du premier ouvrage de la collection « Histoires des Bretagnes » : Les mythes fondateurs
- 2013 Parution du numéro thématique de la revue International Journal of the Sociology of Language : « Breton: the post vernacular challenge »
- 2015 Parution du premier ouvrage de la collection « Lire/ relire » : Pour une sociologie de la crise catholique. France, 1960-1980
- 2018 Parution du premier volume de la collection « Studia Celto-Slavica » : Journal of the Learned Association Societas Celto-Slavica

### Évolutions de l'activité du CRBC de 2010 à 2019
- 2011 : prêt par le CRBC à la Bibliothèque nationale de France de volumes des revues Kryptadia et La revue celtique pour une mise en ligne sur Gallica.
- 2012 : reconnaissance par le CNRS de la bibliothèque du Centre de recherche bretonne et celtique - Documentation (UMS 3554).
- 2012 : lancement de PRELIB, une base de données prosopographique sur les acteurs de la littérature bretonne et leur production littéraire.
- 2015 : 30e anniversaire du séminaire et 20e numéro de La Bretagne linguistique.
- 2015 : lancement de la bibliothèque numérique du CRBC et mise en ligne du Barzaz Bro Leon (famille Caouissin), des registres du bagne de Brest (SHD), puis d’une sélection d’archives du CRBC.
- 13 septembre 2019 : labellisation « collections d’excellence » (CollEx) de la bibliothèque du CRBC par le groupement d'intérêt scientifique (GIS) CollEx-Persée[16].
- 9 octobre 2019 : accession de la revue La Bretagne linguistique à OpenEdition Journals.

## 1969 - 2019: Les 50 ans du CRBC

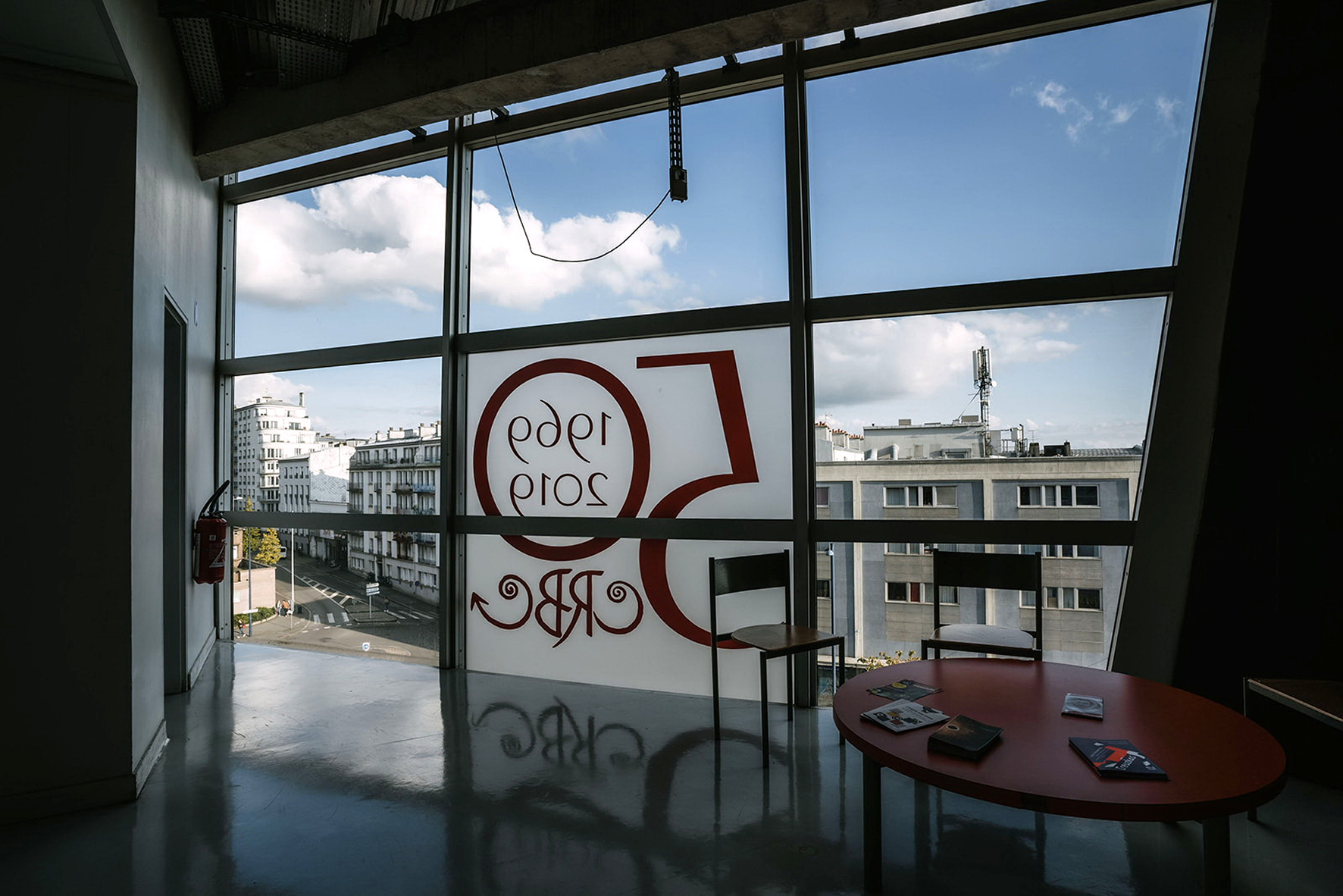
Le logo des cinquante ans

À l’occasion de cet anniversaire, l'équipe du CRBC a mis en place un certain nombre d'événements afin de faire le point sur son action passée et la mettre en perspective avec ses projets d'avenir. Tout au long de cette année 2019, la bibliothèque a ouvert ses portes pour montrer au grand public ses richesses, par l'intermédiaire d'expositions ou de rencontres (les Méridiennes) avec les principaux acteurs de la recherche qui ont pu mettre l'accent sur des points importants souvent méconnus.
Ces 50 ans ont été également l'occasion de lancer une collecte de documents et d'objets ouverte au public, de faire le bilan de 50 ans de collectages et de 50 ans de recherches au travers d'une journée d'étude. Le but de toutes ces initiatives est finalement d'analyser l'évolution de cette institution et d'en déterminer ce qui fait son identité.
L'exposition "Le fin fonds du CRBC, Richesses d'une bibliothèque" a pour objectif de mettre à l’honneur les richesses de la bibliothèque du CRBC. Depuis 50 ans, une politique continue d’acquisition fait de cette dernière une institution unique en son genre, qui conserve 68 000 ouvrages, 2 300 titres de revues et plus d’une centaine de fonds d’archives. Dans ses collections, cette bibliothèque possède un véritable trésor dont quelques joyaux, diamants bruts, habituellement réservés aux établis des chercheurs sont présentés au public.

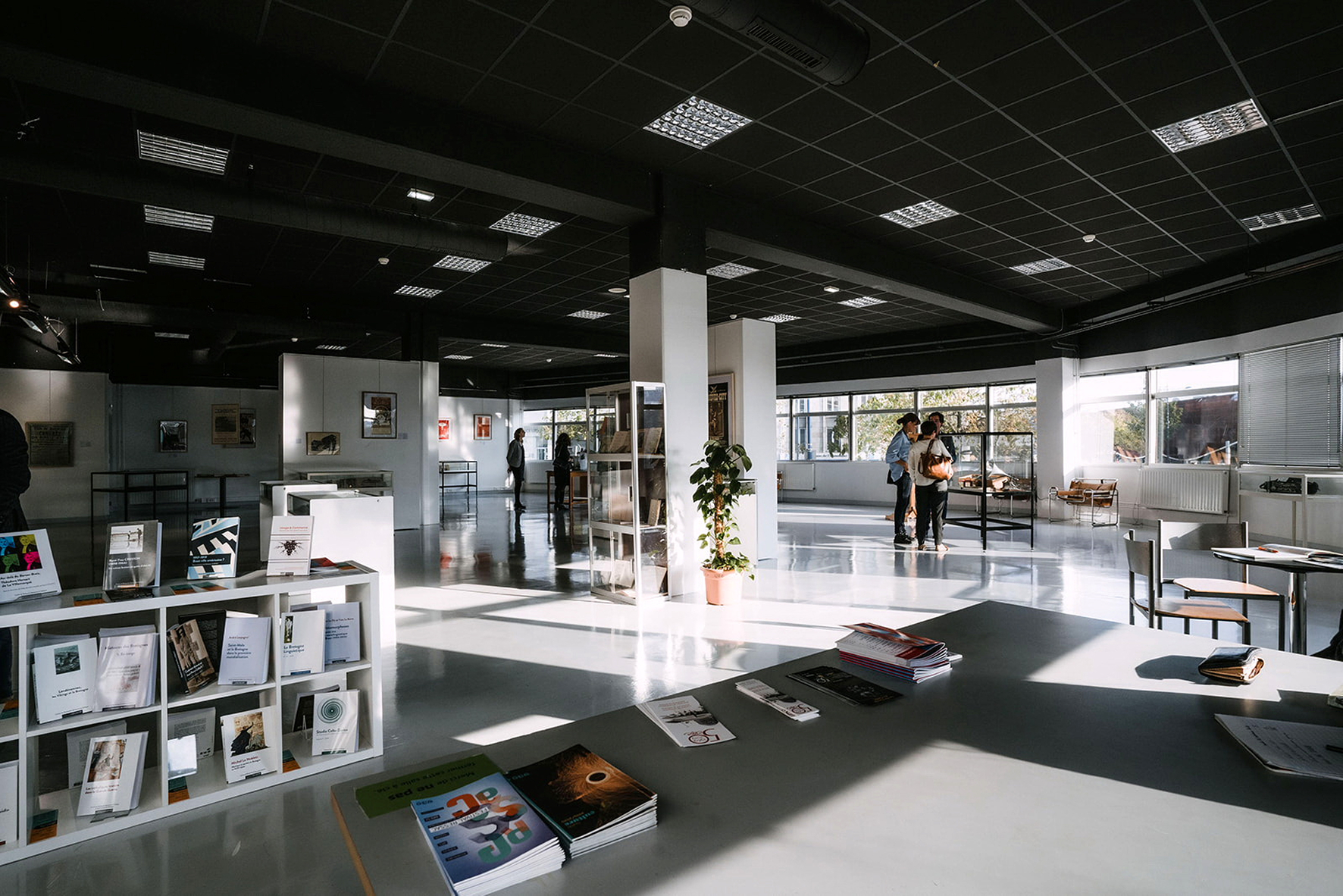
Exposition des 50 ans du CRBC
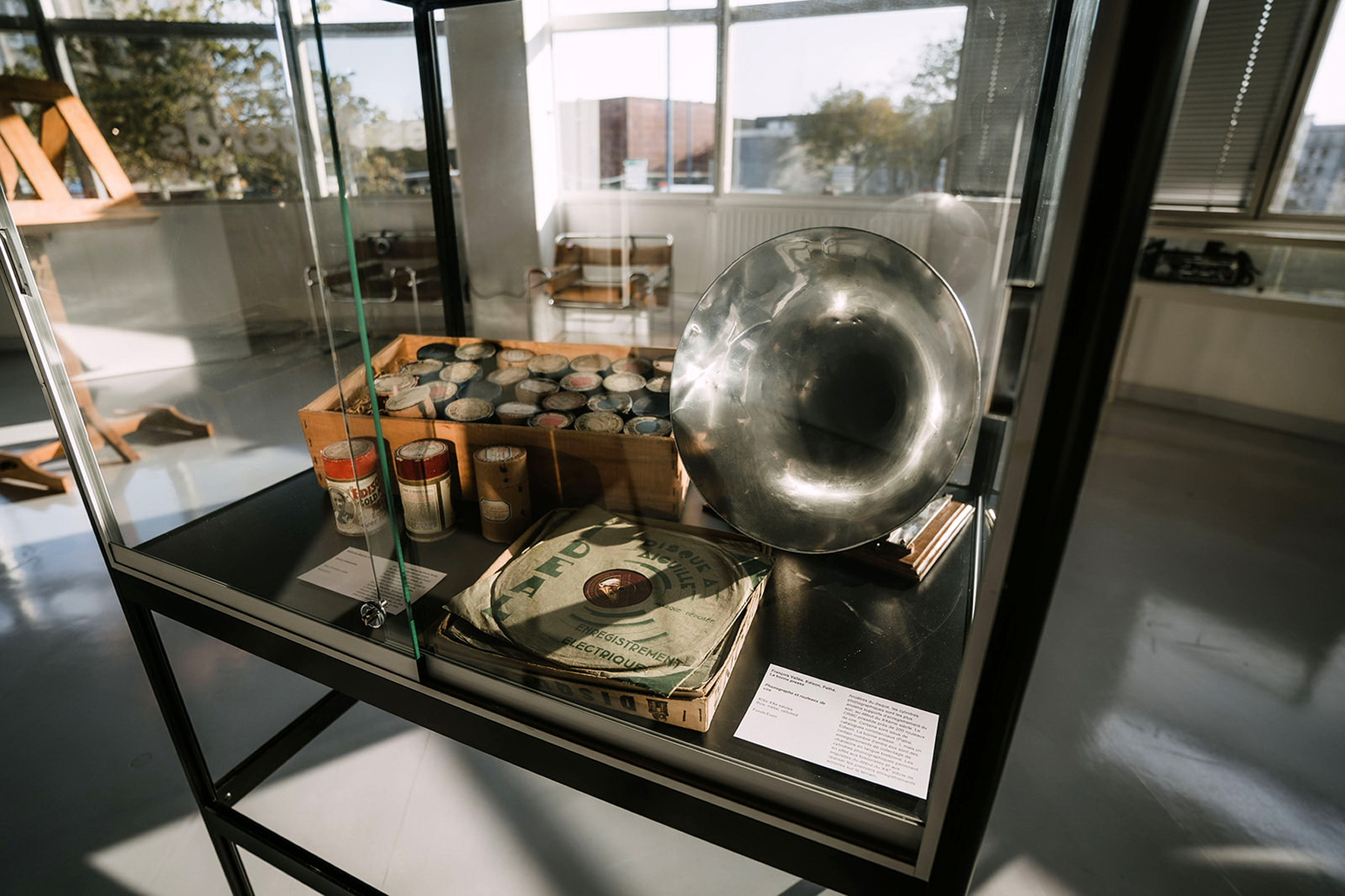
50 ans du CRBC Matériel ancien pour le son
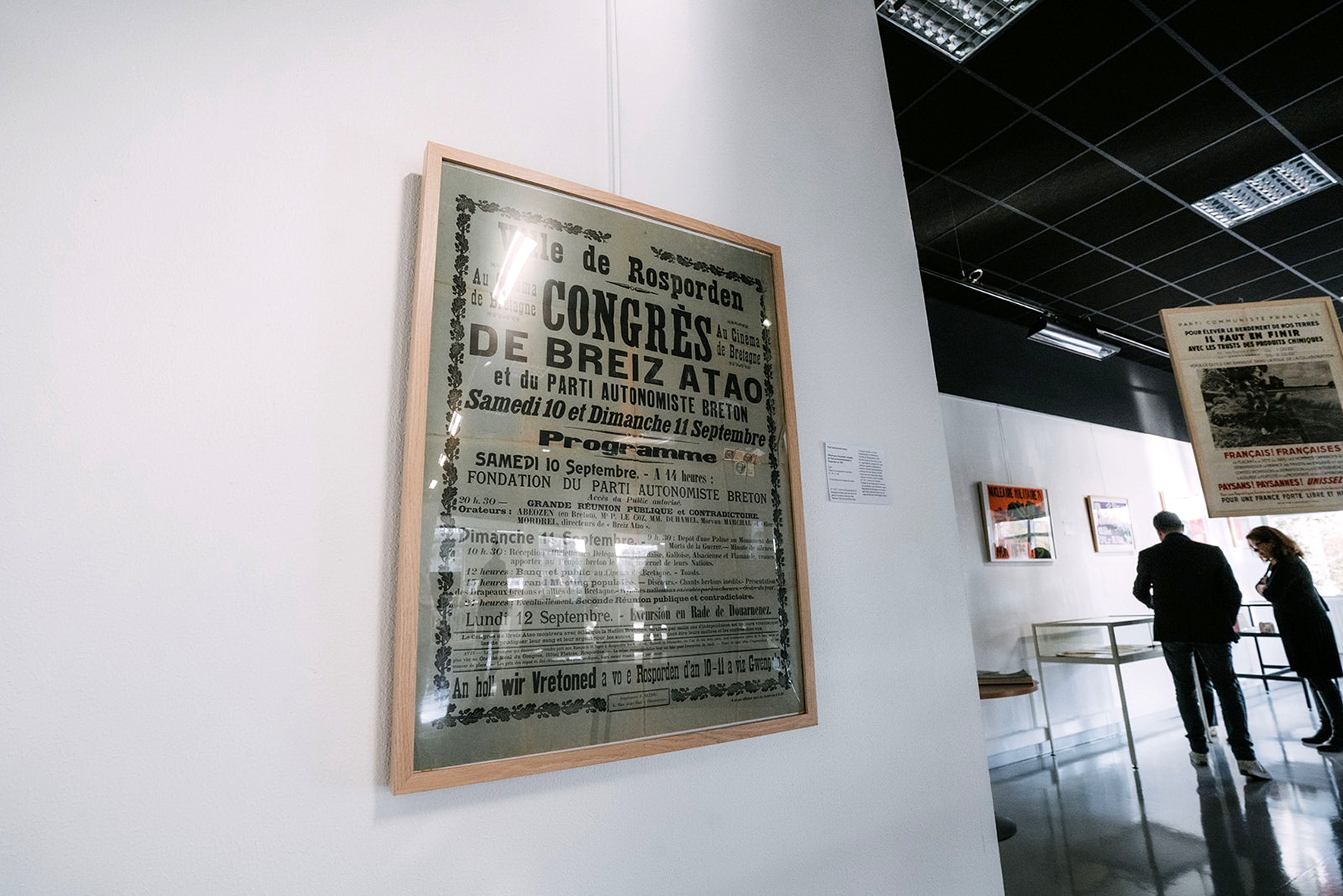
50 ans du CRBC Affiche du Breiz Atao
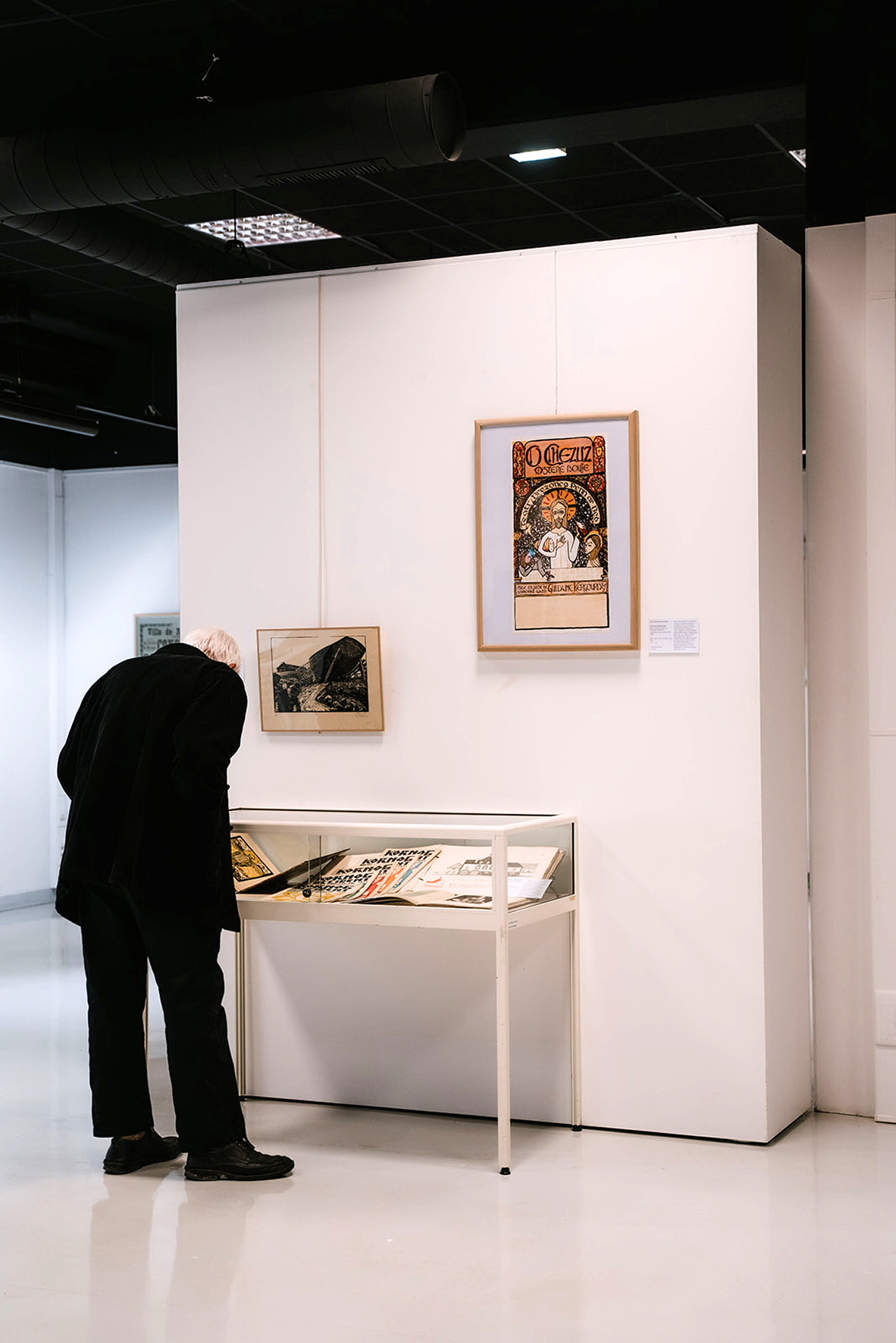
50 ans du CRBC Visiteur devant une vitrine

À travers les richesses exposées, très souvent pour la première fois, c’est l’image d’une bibliothèque unique au monde qui se dessine. Mais c’est aussi, en creux, une certaine image de la Basse-Bretagne qui apparaît, à travers l’histoire, l’ethnologie, les productions langagières – orales et écrites – et les productions artistiques de ses habitants.

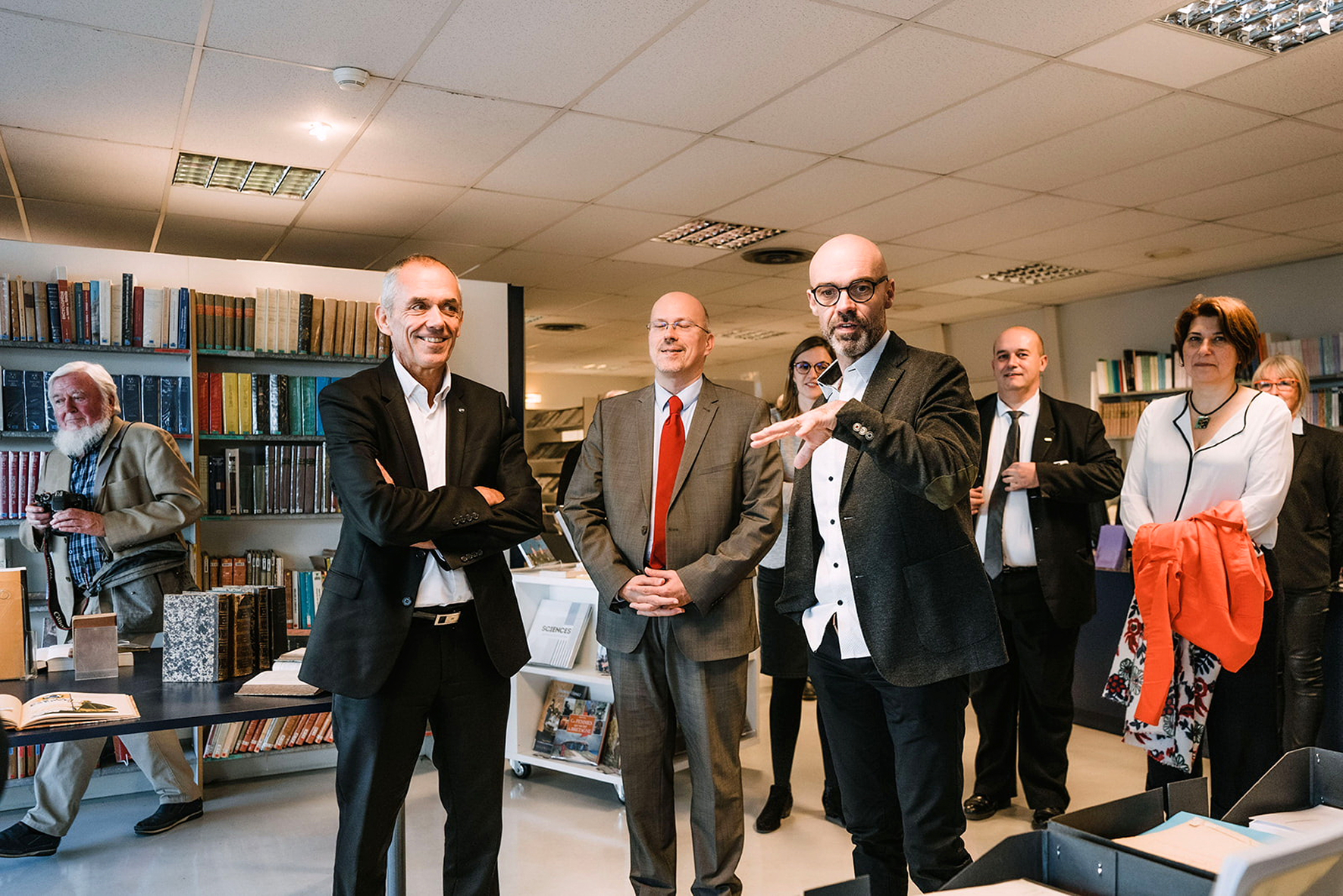
Les personnalités lors de l'inauguration des expositions du cinquantenaire

Les 50 ans du CRBC ont eu lieu en présence des personnalités suivantes :
- Ronan Calvez, Directeur du CRBC
- Matthieu Gallou, Président de l'UBO
- Gabrielle Inguscio, Déléguée régionale, CNRS
- Antoine Petit, Président-directeur général du CNRS
- François-Joseph Ruggiu, Directeur de l’INSHS
- François Cuillandre, Président de Brest métropole
- Nathalie Sarrabezolles, Présidente du Conseil départemental du Finistère

## Historique des directeurs du CRBC
1969-1986 Yves Le Gallo, professeur de civilisation de la Bretagne
1987-1999 Donatien Laurent, directeur de recherches au CNRS, ethnologue
1999-2003 Fañch Roudaut, professeur d'histoire moderne
2003-2011 Jean-François Simon, professeur d'ethnologie
2011- 2016 Philippe Jarnoux, professeur d'histoire moderne
2016-2021 Ronan Calvez, professeur de breton&celtique
2022- Yves Coativy, professeur d'histoire médiévale